# Список кардиналов, возведённых папой римским Климентом XIII

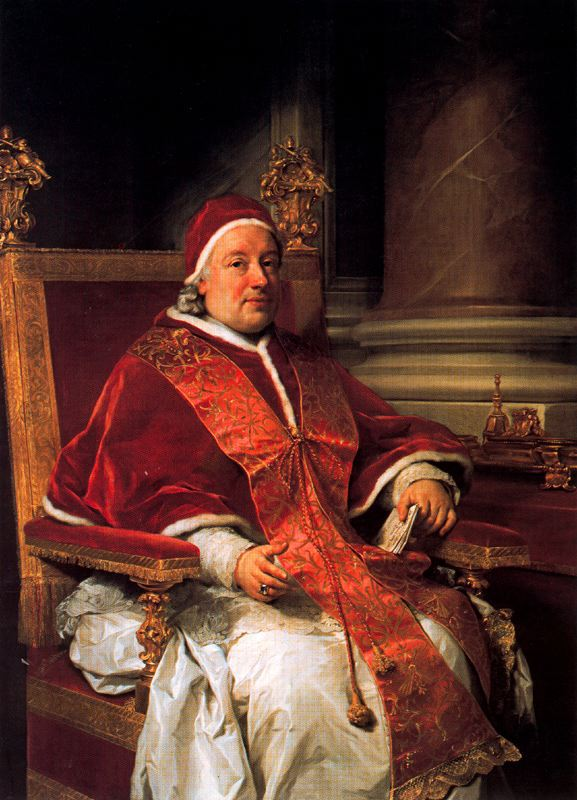
Папа Климент XIII

Кардиналы, возведённые Папой римским Климентом XIII — 52 прелата и клирика были возведены в сан кардинала на семи Консисториях за десять с половиной лет понтификата Климента XIII.
Самой крупной консисторией была Консистория от 24 сентября 1759 года, на которой было возведено двадцать два кардинала.

## Консистория от 11 сентября 1758 года
- Карло Реццонико младший, апостольский протонотарий numerary participante, секретарь мемориальных дат, племянник Папы Климента XIII (Папская область).

## Консистория от 2 октября 1758 года
- Антонио Марино Приули, епископ Виченцы (Венецианская республика);
- Франсуа Иоаким Пьер де Берни, каноник митрополичьего кафедрального капитула Лиона (Франция).

## Консистория от 24 сентября 1759 года
- Фердинандо Мария де Росси, титулярный латинский патриарх Константинопольский, наместник Римского викариата (Папская область);
- Иньяцо Микеле Кривелли, титулярный архиепископ Кесарии, апостольский нунций в Австрии (Папская область);
- Людовико Мерлини, титулярный архиепископ Афин, президент Урбино (Папская область);
- Филиппо Аччайоли, титулярный архиепископ Петры, апостольский нунций в Португалии (Папская область);
- Луиджи Гуалтерио, титулярный архиепископ Миры, апостольский нунций во Франции (Папская область);
- Джироламо Спинола, титулярный архиепископ Лаодикеи, апостольский нунций в Испании (Папская область);
- Антонио Эрба-Одескальки, избранный титулярный архиепископ Никеи, префект Папского Дома (Папская область);
- Санте Веронезе, епископ Падуи (Венецианская республика);
- Людовико Валенти, избранный епископ Римини, асессор Верховной Священной Конгрегации Римской и Вселенской Инквизиции (Папская область);
- Джузеппе Мария Кастелли, генеральный казначей и генеральный наставник коммендатарии апостольского архигоспиталя Святого Духа в Сассьи (Папская область);
- Пьетро Франческо Бусси, декан аудиторов дел в Апостольском дворце (Папская область);
- Гаэтано Фантуцци, аудитор дел в Апостольском дворце (Папская область);
- Джузеппе Агостино Орси, O.P., магистр Апостольского дворца (Папская область);
- Пьетро Джироламо Гульельми, секретарь Священной Конгрегации по делам епископов и монашествующих (Папская область);
- Джузеппе Алессандро Фурьетти, секретарь Священной Конгрегации Тридентского собора (Папская область);
- Пьетро Паоло Конти, секретарь Священной Конгрегации эффективного управления (Папская область);
- Николо Мария Антонелли, секретарь Священной Конгрегации Пропаганды Веры (Папская область);
- Лоренцо Ганганелли, O.F.M.Conv., советник Верховной Священной Конгрегации Римской и Вселенской Инквизиции (Папская область);
- Джованни Костанцо Караччоло, генеральный аудитор дел в Апостольском дворце (Папская область);
- Никола Перелли, генеральный казначей Апостольской Палаты (Папская область);
- Маркантонио Колонна младший, префект Апостольского дворца (Папская область);
- Андреа Корсини, апостольский протонотарий, племянник Папы Климента XII (Великое герцогство Тосканское).

## Консистория от 23 ноября 1761 года
- Бонавентура де Кордоба Эспинола де ла Серда, титулярный архиепископ Неокесарии и патриарх Западной Индии (Испания);
- Кристоф Антон фон Мигацци, архиепископ Вены (Австрия);
- Антуан Клерьяд де Шуазель-Бопре, архиепископ Безансона (Франция);
- Жан-Франсуа-Жозеф де Рошешуар де Фодуа, епископ Лаона (Франция);
- Франц Кристоф фон Хуттен, князь-епископ Шпейра (Шпейерское епископство);
- Энрикетто Вирджинио Натта, O.P., епископ Альбы (королевство Сардиния);
- Джованни Молино, епископ Брешии (Венецианская республика);
- Шарль-Луи-Сезар-Константен де Роган-Гемене-Монбазон, епископ Страсбурга (Франция);
- Бальдассаре Ченчи, каноник базилики Святого Петра и секретарь Священной Конгрегации Священной Консульты (Папская область);
- Корнелио Капрара, губернатор Рима и вице-камерленго Святой Римской Церкви (Папская область).

## Консистория от 18 июля 1763 года
- Симоне Буонаккорси, выборщик Трибунала Апостольской Сигнатуры Милости и секретарь Священной Конгрегации по делам епископов и монашествующих (Папская область);
- Андреа Негрони, апостольский протонотарий и аудитор Его Святейшества (Папская область).

## Консистория от 21 июля 1766 года
- Джованни Оттавио Буфалини, титулярный архиепископ Халкидона, префект Апостольского дворца (Папская область);
- Джованни Карло Боски, титулярный архиепископ Афин, префект Папского Дома (Папская область).

## Консистория от 26 сентября 1766 года
- Людовико Калини, титулярный латинский патриарх Антиохийский, генеральный наставник коммендатарии апостольского архигоспиталя Святого Духа в Сассьи (Папская область);
- Никколо Серра, титулярный архиепископ Митилены, генеральный аудитор дел в Апостольском дворце (Папская область);
- Никколо Одди, архиепископ Равенны (Папская область);
- Антонио Бранчифорте Колонна, титулярный архиепископ Фессалоник, президент Урбино (Папская область);
- Ладзаро Опицио Паллавичино, титулярный архиепископ Лепанто, апостольский нунций в Испании (Папская область);
- Виталиано Борромео, титулярный архиепископ Тебе, бывший апостольский нунций в Австрии (Папская область);
- Пьетро Колонна Памфили, титулярный архиепископ Колоссы, апостольский нунций во Франции (Папская область);
- Джузеппе Симонетти, титулярный архиепископ Петры, секретарь Священной Конгрегации по делам епископов и монашествующих (Папская область);
- Урбано Параччани, архиепископ Фермо (Папская область);
- Филиппо Мария Пирелли, титулярный архиепископ Дамаска, секретарь Священной Конгрегации Тридентского собора (Папская область);
- Энеа Сильвио Пикколомини, губернатор Рима и вице-камерленго Святой Римской Церкви (Папская область);
- Саверио Канали, генеральный казначей Апостольской Палаты (Папская область);
- Бенедетто Ветерани, асессор Верховной Священной Конгрегации Римской и Вселенской Инквизиции (Папская область).